# Gräslidtjärnen
Gräslidtjärnen är en sjö i Vansbro kommun i Dalarna och ingår i Norrströms huvudavrinningsområde.